# Hortobágy
Hortobágy (em alemão: Harbachtal; romeno: Hârtibaciu) é um município da Hungria, situado no condado de Hajdú-Bihar. Tem 284,6 km² de área e sua população em 2015 foi estimada em 1.470 habitantes.